# Suaeda microsperma
Suaeda microsperma är en amarantväxtart som först beskrevs av Carl Anton von Meyer, och fick sitt nu gällande namn av Edward Fenzl. Suaeda microsperma ingår i släktet saltörter, och familjen amarantväxter. Inga underarter finns listade i Catalogue of Life.